# 二水合焦磷酸鈣晶體沉積病
二水合焦磷酸鈣（英語：Calcium pyrophosphate dihydrate，縮寫：CPPD）晶體沉積病，又名假性痛風和焦磷酸鹽關節病變，是一種風濕病，是二水焦磷酸鈣晶體異常沉積在關節軟組織內而引起的疾病。 最常侵犯膝關節。

## 症狀和體徵
當有症狀時，發病的症狀類似痛風急性發作（因此被稱為假痛風）。症狀包括：
- 嚴重的疼痛
- 發作的關節發熱
- 一個或多個關節腫脹

症狀可以是單關節（影響單個關節）或多關節（影響多個關節）。症狀通常持續數天至數週，並經常反覆發作。儘管可能侵犯任何關節都，但最發生在膝、手腕和髖關節。
X光檢查、電腦斷層掃瞄或其他影像檢查通常見到關節軟骨內有鈣的沉積，稱為軟骨鈣質沈積病。也可能合併骨關節炎的變化。檢驗常發現白血球的數量上升。
患者也可能同時出現有腕隧道症候群的症狀。這個疾病也可合併密爾沃基肩部症候群。

## 病因

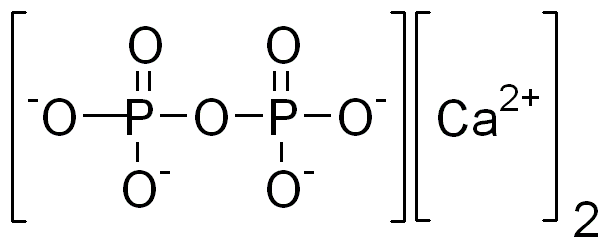
焦磷酸鈣

確定的病因仍不清楚。三磷酸腺苷（ATP；所有生物中作為能量貨幣的分子）的分解增加，導致關節內的焦磷酸鹽濃度上升，被認為是結晶形成的可能原因之一。
家族形式很少見。一個遺傳研究發現 CPPD 與染色體 8q 區域之間可能有關。
基因ANKH與結晶相關的發炎反應和無機磷酸鹽運送有關。

## 診斷
疾病的診斷需要同時有關節發炎且此關節內有焦磷酸鈣結晶。通常利用影像檢查和／或關節液分析發現結晶。

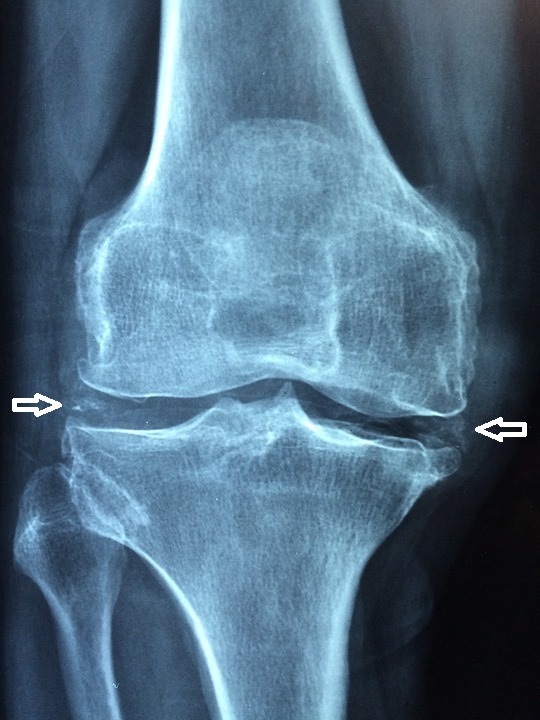
膝關節投射放射攝影檢查發現軟骨鈣質沈積病.

醫學影像檢查，包括：X 光檢查、電腦斷層攝影、磁共振成像或醫學超音波檢查，可能在發病的關節看到軟骨鈣質沈積病，代表軟骨或韌帶內有大量鈣的結晶沉積。超音波檢查診斷的可靠工具。
在超音波下，沒有超音波回音的透明軟骨或纖維軟骨內出現超音波反射顯影，可能是軟骨鈣質沉著症。其它疾病，如：僵直性脊椎炎和痛風關節炎，關節的 X 光影像也會發現焦磷酸鈣沈積。

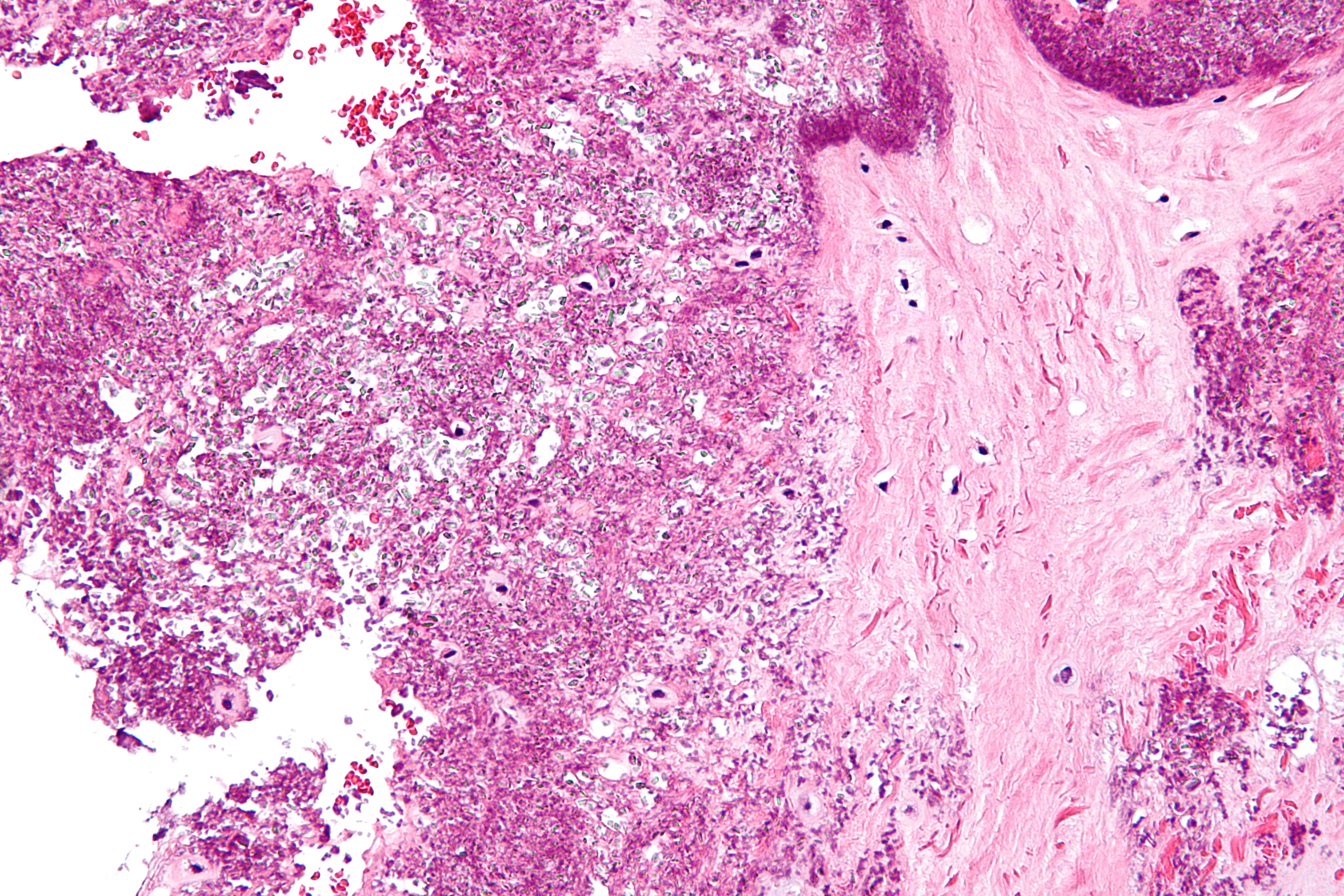
椎間盤的顯微照相發現結晶沈積。蘇木精-伊紅染色。

以關節穿刺術抽出關節內的積液，測試滑液中是否存在焦磷酸鈣的結晶。以蘇木精-伊紅染色時，焦磷酸鈣結晶是深藍色（嗜鹼性)。然而，更廣為人知的是焦磷酸鈣結晶在偏振光顯微鏡下，呈現弱陽性雙折射的菱形結晶，而這仍然是顯微鏡下鑑別結晶最可靠的方法。但是，這個方法也受到靈敏度、特異性和操作者間一致性不佳的影響。
目前雖以這兩個方法診斷焦磷酸鈣結晶沈積，但缺乏診斷準確性。因此，二水合焦磷酸鈣晶體沉積病的診斷可能只是附屬現象。

## 治療
可以減少焦磷酸鈣結晶引起的發炎反應的任何藥物，都有造成器官損傷的風險，因此，若病情不會引起疼痛，不建議持續治療。假性痛風急性發作時，治療包括關節內注射皮質類固醇、使用全身性皮質類固醇、非類固醇抗發炎藥或有時會使用高劑量秋水仙素。通常，會使用低劑量非類固醇抗發炎藥預防假性痛風發作。然而，若急性發作已發生，則需要更高的劑量。若以上治療無效，羥氯奎寧或氨甲蝶呤可能有效。以手術去除鈣化的研究正在進行中，因此，這仍在實驗階段。

## 流行病學
本疾病較常發生在老年人。
據估計，在歐洲和美國 4% 到 7% 的成年人口有假性痛風。過去的研究通過簡單地估算軟骨鈣質沈積病的盛行率而高估了假性痛風的情況，因為許多其他情況也會合。
此痛可能會引起顯著的的疼痛，但絕不會致命。女性患病的風險略高於男性，推估發生率的比值約為 1.4:1。

## 歷史
距今 50 多年前曾次描述這個疾病。

## 名辭解釋
焦磷酸鈣結晶與許多臨床症候群有關，且常依它們最顯著的臨床醫學徵象或影像學表現而被取了不同的名稱。歐洲抗風濕病聯盟的工作小組對此術語的使用提出建議。據此，焦磷酸鈣沉積是各種臨床子情境的總稱，其命名反映對特定特徵的強調。例如，
假性痛風是指關節發炎症或滑膜炎的急性症狀：可能出現類似於痛風關節炎的關節紅、腫脹和觸痛（如同尿酸結晶沉積在關節內引起的急性症狀）。另一方面，軟骨鈣質沈積病專指影像學上發現透明和/或纖維軟骨鈣化的現象。「骨關節炎合併焦磷酸鈣沈積」則代表病情以骨關節炎特徵為主。而焦磷酸鹽關節病變泛指以上數種情況。

## 資料來源
1. 1 2  Wright GD, Doherty M. . Ann. Rheum. Dis. 1997, 56 (10): 586–8. PMC 1752269 . PMID 9389218. doi:10.1136/ard.56.10.586.
2. 1 2 3 4  Rothschild, Bruce M radio/125
3. 1 2 3 4 5 6 7 8 9 10 11 12 13 14  Rothschild, Bruce M Calcium Pyrophosphate Deposition Disease (rheumatology) 於 eMedicine
4. 1 2 3  Tsui FW. . Curr Rheumatol Rep. Apr 2012, 14 (2): 155–60. PMID 22198832. doi:10.1007/s11926-011-0230-6.
5. 1 2  Zhang W, Doherty M, Bardin T, Barskova V, Guerne PA, Jansen TL, Leeb BF, Perez-Ruiz F, Pimentao J, Punzi L, Richette P, Sivera F, Uhlig T, Watt I, Pascual E. European League Against Rheumatism recommendations for calcium pyrophosphate deposition. Part I: terminology and diagnosis. Ann Rheum Dis. 2011;70(4):563.
6. ↑  Baldwin CT, Farrer LA, Adair R, Dharmavaram R, Jimenez S, Anderson L. . Am. J. Hum. Genet. March 1995, 56 (3): 692–7. PMC 1801178 . PMID 7887424.
7. 1 2  Filippou, G.; Adinolfi, A.; Iagnocco, A.; Filippucci, E.; Cimmino, M.A.; Bertoldi, I.; Di Sabatino, V.; Picerno, V.; Delle Sedie, A.; Sconfienza, L.M.; Frediani, B. . Osteoarthritis and Cartilage. June 2016, 24 (6): 973–981  [2021-12-06]. doi:10.1016/j.joca.2016.01.136 . （原始内容存档于2021-04-02） （英语）.
8. ↑  Arend CF. Ultrasound of the Shoulder. Master Medical Books, 2013. Free chapter on acromioclavicular chondrocalcinosis is available at ShoulderUS.com （页面存档备份，存于）
9. ↑  Hosler, Greg. . Derm Atlas.   [13 March 2012]. （原始内容存档于5 February 2007）.
10. ↑  . Rheumatology Image Bank. American College of Rheumatology.   [13 March 2012]. （原始内容存档于2015-12-30）.
11. 1 2  Dieppe, P.; Swan, A. . Annals of the Rheumatic Diseases. 1 May 1999, 58 (5): 261–3. PMC 1752883 . PMID 10225806. doi:10.1136/ard.58.5.261.
12. 1 2 3  Rosenthal, AK; Ryan, LM. . Nat Rev Rheumatol. May 2011, 7 (5): 257–8. PMID 21532639. doi:10.1038/nrrheum.2011.50 .
13. ↑  Emkey GR, Reginato AM. . Journal of Musculoskeletal Medicine. 2009, 26 (10)  [2021-12-07]. （原始内容存档于2022-09-27）.
14. 1 2  Ann K. Rosenthal. . UpToDate.   [2021-12-07]. （原始内容存档于2019-04-07）. This topic last updated: Jul 24, 2018.
15. ↑  Longmore, Murray; Ian Wilkinson; Tom Turmezei; Chee Kay Cheung. . Oxford. 2007: 841. ISBN 978-0-19-856837-7.